# FR Bogie Iron Ore Hopper (PSC)
Die Selbstentladewagen mit Drehgestellen für den Transport von Eisenerz (im Englischen mit Bogie Iron Ore Hopper Wagon bezeichnet) waren ab 1899 bei der Furness Railway (FR) im Nordwesten Englands im Einsatz.

## Geschichte
1899 bestellte die Furness Railway Company bei der Pressed Steel Car Company (PSC) in Pittsburgh zwei Selbstentladewagen mit Drehgestellen in Ganzstahlbauweise.
Die beiden Wagen sollten veraltete zweiachsige Wagen aus Holz ersetzen. Die Kosteneinsparung bei den beiden amerikanischen Wagen erwies sich als so hoch, dass die Eisenbahngesellschaft zehn weitere sehr ähnliche Wagen bei einer einheimischen Wagenbauanstalt in Auftrag gab. Zusätzlich wurden zwischen 1907 und 1912 weitere Selbstentladewagen aus Stahl kleinerer Bauart angeschafft.
Ursprünglich hatten die Wagen die Nummern 7543 und 7544 und wurden dann neu nummeriert als 7534 und 7537. 1923 beim Inkrafttreten des Railways Act 1921 und dem damit verbundenen Zusammenschluss mehrerer Eisenbahngesellschaften zur London, Midland and Scottish Railway (LMS) gingen die Wagen an die neue Gesellschaft über. Dort bekamen sie die Nummern 30534 und 30537. Die LMS verkaufte die Wagen später an die Barrow Hematite Steel Company, wo sie noch bis in die 1950er Jahre im Einsatz waren.

## Weitere Verbreitung dieser Bauart
Die Pressed Steel Car Company stellte diesen Wagentyp von 1895 bis 1912 her. Große Stückzahlen wurden anfangs für die Great Northern Railway gebaut. Im Laufe der Zeit schafften viele nordamerikanische Eisenbahngesellschaften solche Wagen an. 1900 stellte das Unternehmen einen solchen Wagen, neben anderen Güterwagen in Ganzstahlausführung, auf der Weltausstellung in Paris aus (siehe: Liste von Eisenbahnwagen auf der Weltausstellung Paris 1900).
Die beiden an die Furness Railway ausgelieferten Exemplare waren jedoch die einzigen die in Großbritannien zum Einsatz kamen. Sie hatten im Gegensatz zu den amerikanischen Wagen, die mit Mittelpufferkupplung ausgestattet waren, die in Großbritannien üblichen seitlichen Puffer und Kettenkupplungen.